# Ince Blundell
Ince Blundell est une paroisse civile et un village du Merseyside, en Angleterre.